# 1998年度電視節目欣賞指數調查
1998年度電視節目欣賞指數調查，頒獎禮於1998年3月11日頒發。

## 最高欣賞指數電視節目
- 第一位：尋找他鄉的故事（亞洲電視）
- 第二位：妙手仁心（無綫電視）
- 第三位：傑出華人系列（香港電台）
- 第四位：星期二檔案\星期三檔案（無綫電視）
- 第五位：小學校際問答比賽（香港電台）
- 第六位：鏗鏘集（香港電台）
- 第七位：烈火雄心（無綫電視）
- 第八位：醫生與你（香港電台）
- 第九位：廉政行動1998（無綫電視）
- 第十位：98年大事回顧系列（無綫電視）
- 第十一位：新聞／財經／天氣報告（無綫電視）
- 第十二位：天地豪情（無綫電視）
- 第十三位：頭條新聞（香港電台）
- 第十四位：新聞透視（無綫電視）
- 第十五位：天下無敵獎門人（無綫電視）
- 第十六位：性本善（香港電台）
- 第十七位：中文一分鐘（香港電台）
- 第十八位：警訊（香港電台）
- 第十九位：普通話親子劇場（香港電台）
- 第二十位：晨早新聞（亞洲電視）

## 外部連結
- 1998年度電視節目欣賞指數調查（页面存档备份，存于）